# Uras
Uras (Duraš) a sumer mitológiában két istenség neve.
Az egyik Uras a sumerek egyik földistennője. Neve az ókori feljegyzések szerint földet jelent. An, az égisten egyik felesége; más hagyományok szerint An felesége Ki. Uras Ninszun és Niszaba istennők anyja és Gilgames nagyanyja. Egy feltételezés szerint Ninurta isten neve összetétel – Nin+urta –, az -urta utótagja eimológiailag Uras nevével áll kapcsolatban.
A másik istenség egy Uras nevű férfi isten, aki az észak-babiloni Dilbat város helyi istene és védnöke. Említi Hammurapi törvénykönyvének előszava. Későbbi hagyományok Annal és Ninurtával azonosítják, egy másik hagyomány szerint An az ő leszármazottja. Róla kapta nevét Babilon egyik városkapuja, az Uras-kapu, valószínűleg innen vezetett Dilbat felé az út.